# Нескінченна колона
45°02′15″ пн. ш. 23°17′07″ сх. д. / 45.037430555556° пн. ш. 23.285375° сх. д.
Нескінченна колона (рум. Coloana fără sfârşit або рум. Coloana infinitului) — цикл скульптур румунського скульптора Костянтина Бранкузі, над яким він періодично працював протягом 19 років. Найвідоміша Нескінченна колона була побудована в румунському місті Тиргу-Жіу.

## Цикл скульптур
Дослідник Іонел Жіаноу (Ionel Jianou) згадує п'ять версій Нескінченної колони з дуба і одну з гіпсу і сталі, створених Бринкуші з 1918 по 1937 рр. У Нескінченній колоні Бринкуші заново відкрив такий мотив румунського фольклору, як «небесна колона» (рум. columna cerului), що є частиною міфологічної теми «Осі Світу» (axis mundi), поширеної серед багатьох народів Землі. У румунській народній творчості «небесна колона» являла собою архаїчне, дохристиянське вірування, яке швидко було християнізоване, про що свідчать згадки про колони в різдвяних Коліндах.
Бринкуші вибрав не традиційну форму колони, яка означає тільки небесну опору, а форму, що складається з повторюваних ромбоїдів, що передають символізм сходження. Іонел Жіаноу підкреслює, що ромбоподібна форма нагадує декоративний стиль колон в селянській архітектурі. Бринкуші назвав колону Нескінченною, адже за його задумом вона спрямована не просто в небо, а в безмежний простір за межами людського світу. Про цей же простір йдеться і в іншій серії скульптур Бринкуші «Птах у просторі».

## Колона в Тиргу-Жіу
Наприкінці 1934 р. Костянтин Бринкуші прийняв пропозицію Жіночої ліги жудеца Горж побудувати пам'ятник на честь солдатів, полеглих біля річки Жіу при захисті міста від німецьких військ в 1916 р. Спочатку Бринкуші хотів звести тільки колону, але потім було вирішено зробити скульптурний комплекс, що з «Столу мовчання», «Брами поцілунку» і «Нескінченної колони».
Роботу було закінчено 28 жовтня 1938 р. Висота колони склала 29,33 м. Вона складається з 17 чавунних ромбоподібних блоків.
За задумом Бринкуші ця «Нескінченна колона» повинна символізувати сходження душ загиблих солдатів на небо і одночасно підтримувати небесне склепіння.
В 1950-х роках комуністичний уряд розцінив роботу Бринкуші проявом «буржуазного духу». Був підготовлений план знесення, який так і не був здійснений.
У 1998—2000 рр. були проведені роботи з відновлення колони.